# Floating car data
Pour les articles homonymes, voir FCD.

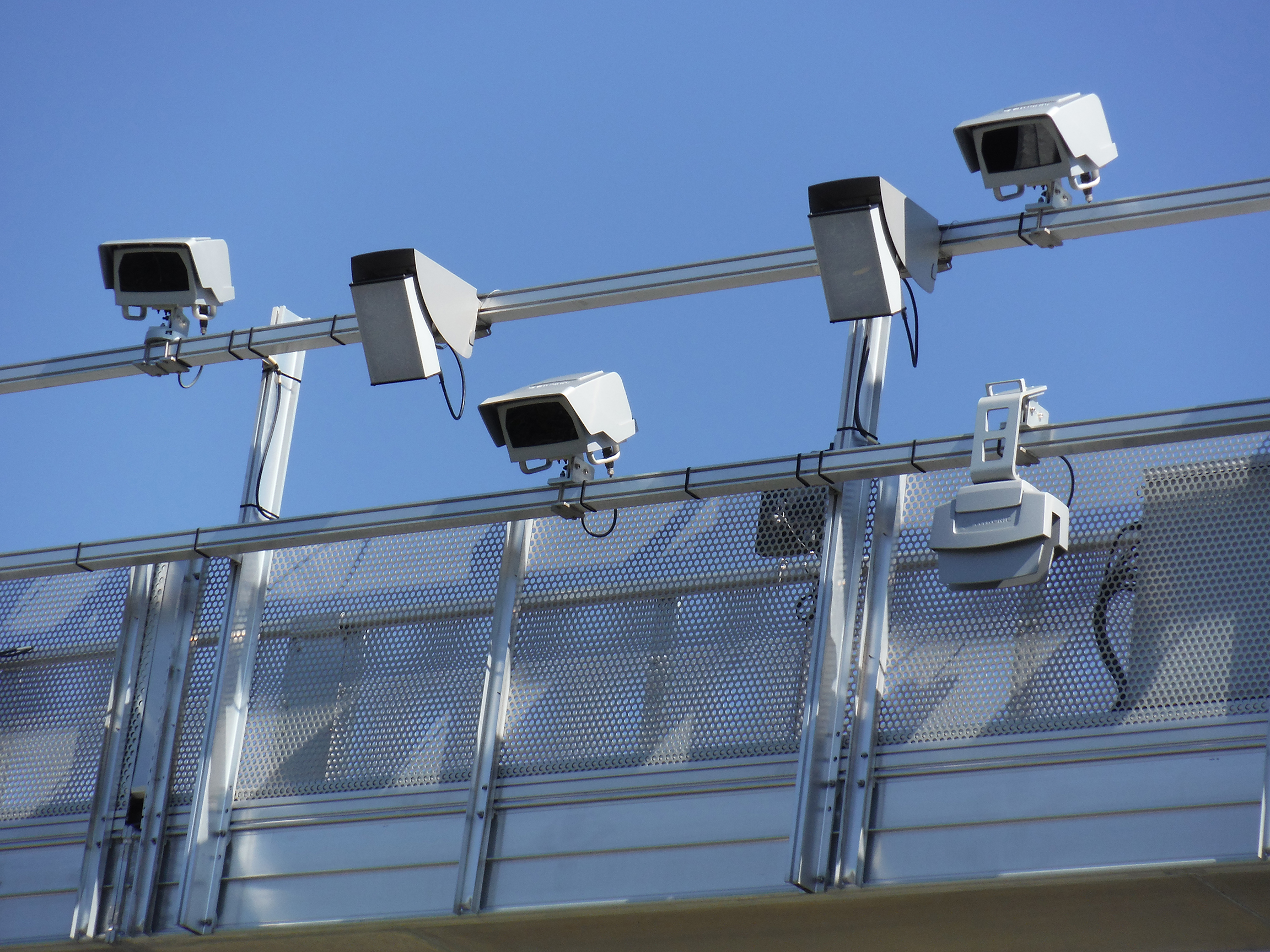
Sondes de collecte sur la N10 près de Barbezieux

Le floating car data (« données de véhicule traceur ») ou FCD est une méthode pour connaître le trafic sur le réseau routier. Elle est basée sur la collecte de données de localisation, de vitesse, de sens du déplacement des véhicules roulant dans le trafic. Ces données sont des sources essentielles pour l'information sur le trafic et plus encore pour les systèmes de transport intelligent ou STI. Cela signifie que tout véhicule équipé de manière appropriée peut agir comme une sonde pour le réseau routier. À partir de ces données, les embouteillages peuvent être identifiés, les temps de parcours calculés et des rapports sur l'état du trafic peuvent être instantanément générés.
Par opposition aux caméras de surveillance du trafic, aux systèmes de reconnaissance de plaques d'immatriculation et aux boucles de détection intégrées dans la chaussée, aucun matériel supplémentaire sur le réseau routier n'est nécessaire.
Différentes technologies sont possibles.
Le Floating Cellular Data c’est-à-dire fondé sur le réseau cellulaire (CDMA, GSM, UMTS, GPRS). Aucun dispositif ou matériel spécifique n'est nécessaire : chaque téléphone mobile allumé devient une « sonde de trafic » et de manière anonyme. La localisation du téléphone mobile est déterminée par triangulation ou par le transfert intercellulaire stocké par l'opérateur du réseau. Comme la localisation est moins précise qu'avec les systèmes de positionnement par satellite (GPS), beaucoup de dispositifs doivent être pistés et des algorithmes complexes utilisés pour extraire une donnée de haute qualité. Cependant, plus il y a de trafic, plus il y a de voitures, plus il y de téléphones mobiles donc plus il y a de données et donc de précision sur l'information globale obtenue. Dans les zones urbaines où les informations sur le trafic sont les plus nécessaires, la moins grande distance entre les antennes de réception des opérateurs téléphoniques accroît la précision des données récoltées.
Le FCD fondé sur téléphone mobile semble donc avoir des avantages supplémentaires sur le GPS ou sur d'autres systèmes plus conventionnels comme les caméras de surveillance de trafic ou les capteurs noyés dans la chaussée :
- aucune infrastructure ou matériel supplémentaire, ni dans les voitures, ni sur les routes, donc moins onéreux,
- une couverture extensive du réseau routier particulièrement en zones urbaines,
- facilité de mise en œuvre, sans immobilisation d'une partie des routes pour cause de chantiers,
- moins de maintenance.
- Le GPS. Même si le système se démocratise, pour l'instant seul un nombre réduit de véhicules est équipé de GPS, encore plus d'un GPS communiquant avec le fournisseur de services (principalement les flottes de véhicules de messagerie ou de taxi). Les données de positionnement sont communiquées par système radio ou plus onéreux par le réseau de téléphonie mobile.

Techniquement, le FCD peut être utilisé comme un système de surveillance, aussi les sociétés déployant des systèmes FCD se doivent de donner des assurances que toutes les données sont anonymes dans leurs systèmes informatiques et suffisamment bien protégées pour éviter toute utilisation abusive.

## Extended floating car data (XFCD)
Le XFCD est une extension du FCD : dans la mesure où il existe, dans une automobile moderne, de nombreux systèmes d'assistance (tels que l'ABS, l'ASR, l'ESP, les détecteurs de pluie etc), BMW a mis a disposition une version améliorée des FCD, qui permet de recevoir la totalité des données électroniques du véhicule et qui les valorise et les transforme selon des algorithmes ciblés en fonction de diverses situations.
Cela reconnaît, par exemple, en se fondant sur l'ABS et l'ESP, une plaque de verglas et cela peut le signaler. L'appareil envoie ces données contrôlées par situation à la centrale FCD, qui analyse les données par plausibilité : elle cherche par exemple à analyser si d'autres véhicules ont renvoyé des informations similaires à la même localisation. Si c'est le cas, la centrale envoie un avertissement pour cette position afin que le conducteur du véhicule automobile puisse réagir et prévenir la situation dangereuse. Cela fonctionne pour les dangers tels que le verglas, la pluie, le brouillard.

## Utilisations spécifiques
En 2020, à l'occasion de la pandémie de Covid-19, les sociétés Citec et HERE Technologies développent un « observatoire du trafic post-confinement » ayant pour caractéristique de quantifier de manière hebdomadaire l'intensité du trafic routier par rapport à la période pré-pandémique à partir des données de navigation des véhicules (floating car data),. L'outil est initialement dédié aux villes de Genève, Lyon et Turin, puis s'étend à Paris, Toulouse, Nice et cinq autres villes suisses et italiennes,.